# Astralium latispina
Astralium latispina là một loài ốc biển thuộc họ Turbinidae. 

## Mô tả
Khích thước vỏ của loài ốc này thay đổi trong khoảng từ 30 mm đến 75 mm.  

## Phân bổ
Loài này phân bố ở Vịnh Mexico và Đại Tây Dương ngoài khơi Brazil .